# UFC 163
UFC 163: Aldo vs. Korean Zombie è stato un evento di arti marziali miste organizzato dalla Ultimate Fighting Championship che si è tenuto il 3 agosto 2013 alla HSBC Arena di Rio de Janeiro, Brasile.

## Retroscena
Il main event doveva essere la sfida per il titolo dei pesi piuma UFC tra il campione José Aldo e lo sfidante Anthony Pettis, il quale era primo contendente nella categoria dei pesi leggeri: in giugno Pettis diede forfait causa infortunio e venne sostituito con Jung "The Korean Zombie" Chan-Sung, primo atleta sudcoreano a lottare per un titolo UFC.

## Risultati
|                                                   | Divisione                |                   |                 |                  | Metodo                                  | Round           | Tempo           | Premio          |
| Card principale                                   | Card principale          | Card principale   | Card principale | Card principale  | Card principale                         | Card principale | Card principale | Card principale |
| ------------------------------------------------- | ------------------------ | ----------------- | --------------- | ---------------- | --------------------------------------- | --------------- | --------------- | --------------- |
| Sfida valida per il titolo di campione indiscusso | Pesi Piuma               | José Aldo (c)     | batte           | Jung Chan-Sung   | KO Tecnico (pugni)                      | 4               | 2:00            |                 |
|                                                   | Pesi Mediomassimi        | Phil Davis        | batte           | Lyoto Machida    | Decisione unanime (29-28, 29-28, 29-28) | 3               | 5:00            |                 |
|                                                   | Pesi Medi                | Cézar Ferreira    | batte           | Thiago Santos    | Sottomissione (ghigliottina)            | 1               | 0:47            |                 |
|                                                   | Pesi Medi                | Thales Leites     | batte           | Tom Watson       | Decisione unanime (30-27, 30-27, 30-27) | 3               | 5:00            |                 |
|                                                   | Catchweight (129 libbre) | John Lineker      | batte           | José Maria Tome  | KO Tecnico (pugni)                      | 2               | 1:03            |                 |
| Card preliminare                                  |                          |                   |                 |                  |                                         |                 |                 |                 |
|                                                   | Pesi Mediomassimi        | Anthony Perosh    | batte           | Vinny Magalhães  | KO (pugni)                              | 1               | 0:14            | KOTN            |
|                                                   | Pesi Gallo Femmine       | Amanda Nunes      | batte           | Sheila Gaff      | KO Tecnico (gomitate)                   | 1               | 2:08            |                 |
|                                                   | Pesi Welter              | Sergio Moraes     | batte           | Neil Magny       | Sottomissione (triangolo)               | 1               | 3:13            | SOTN            |
|                                                   | Pesi Mosca               | Ian McCall        | batte           | Iliarde Santos   | Decisione unanime (30-27, 30-27, 29-28) | 3               | 5:00            | FOTN            |
|                                                   | Pesi Piuma               | Rani Yahya        | batte           | Josh Clopton     | Decisione unanime (29-28, 29-28, 29-28) | 3               | 5:00            |                 |
|                                                   | Pesi Mediomassimi        | Francimar Barroso | batte           | Ednaldo Oliveira | Decisione unanime (30-27, 30-27, 29-28) | 3               | 5:00            |                 |
|                                                   | Pesi Welter              | Viscardi Andrade  | batte           | Bristol Marunde  | KO Tecnico (pugni)                      | 1               | 1:36            |                 |

## Premi
I lottatori premiati ricevettero un bonus di 50.000 dollari.
Legenda:
- FOTN: Fight of the Night (vengono premiati entrambi gli atleti per il miglior incontro dell'evento)
- KOTN: Knockout of the Night (viene premiato il vincitore per la migliore vittoria tramite KO dell'evento)
- SOTN: Submission of the Night (viene premiato il vincitore per la migliore vittoria tramite sottomissione dell'evento)

## Incontri annullati
|                                                   | Divisione         |                  |        |                 | Motivo                                           |
| ------------------------------------------------- | ----------------- | ---------------- | ------ | --------------- | ------------------------------------------------ |
| Sfida valida per il titolo di campione indiscusso | Pesi Piuma        | José Aldo (c)    | contro | Anthony Pettis  | Pettis infortunato                               |
|                                                   | Pesi Welter       | Demian Maia      | contro | Josh Koscheck   | Koscheck infortunato                             |
|                                                   | Pesi Mediomassimi | Ednaldo Oliveira | contro | Robert Drysdale | Drysdale vittima di un'infezione                 |
|                                                   | Pesi Mosca        | John Lineker     | contro | Phil Harris     | Harris diede forfait senza una ragione ufficiale |
|                                                   | Pesi Medi         | Cézar Ferreira   | contro | Clint Hester    | Hester infortunato                               |